# Emma watersi
Emma watersi är en mossdjursart som beskrevs av Roxanne Irene Hastings 1939. Emma watersi ingår i släktet Emma och familjen Candidae. Inga underarter finns listade i Catalogue of Life.